# Boesenbergia kenali
Boesenbergia kenali là một loài thực vật có hoa trong họ Gừng. Loài này được C.K.Lim mô tả khoa học đầu tiên năm 2008.